# Lone Survivor (video-jogo)
Lone Survivor é um jogo de vídeo independente do estilo "survival horror" desenvolvido pela Superflat Games. Foi lançado originalmente para o Microsoft Windows e OS X em 2012. Mais tarde foi portado para o PlayStation 3 e PlayStation Vita e lançado na PlayStation Network em 2013 com o nome de Lone Survivor: The Director's Cut. Esta versão saiu na Microsoft Windows e OS X como uma atualização gratuita no dia 31 de outubro de 2013. Em outubro de 2014, o jogo também foi disponibilizado para PlayStation 4 e Wii U.

## Jogabilidade
Lone Survivor é um jogo do estilo "survival horror" pós-apocalíptico com gráficos 2D retro, no qual o jogador controla um protagonista sem nome seguindo as instruções fornecidas pelos aparentes alucinações do personagem. Ao explorar o mundo do jogo, o jogador vai descobrir itens, chaves e alimentos. O uso correto de cada item e chave deve ser determinado a fim de resolver quebra-cabeças do jogo. Certos tipos de alimentos pode ser melhorados ao os cozinhar e/ ou combiná-los com outros. Espelhos bidirecionais encontrados no mundo do jogo são usados para teletransportar de volta o sobrevivente para o seu apartamento. Os jogadores possui-em uma lanterna com a qual navegam pelo mundo do jogo, usá-la vai gastar pilhas, cujo podem ser encontradas ao vasculhar o ambiente. Os mutantes devem ser evitados ou mortos, uma pistola pode ser encontrado a fim de atacar os mutantes, mas a munição é escassa. Quando o carregador da pistola está vazio o sobrevivente carrega automaticamente um novo, deixando-o exposto para o ataque durante o processo. Mutantes são atraídos pela luz e ruídos, mas o jogador pode esgueirar-se escondendo-se nas sombras. O jogo apresenta um mapa para os jogadores com o qual navegam, no entanto, o jogo não pausa quando menus ou mapa do jogo são acessados, deixando o sobrevivente vulnerável.
O apartamento do sobrevivente serve como um refugio, este deve retornar com comida para sobreviver, assim como dormir. Dormir impede a loucura e também é necessário para salvar o progresso do jogador. É possível combater a falta de sono com pílulas, porém, estas danificarão ainda mais o sobrevivente mentalmente, mas a alucinação resultante pode resultar em suprimentos extras que aparecem na mochila do sobrevivente. A progressão através do jogo requer exploração, que preenche o mapa, às vezes itens específicos devem ser localizados de modo a prosseguir. A falta da localização desses itens podem resultar em recursos serem gastos sem novas áreas serem abertas, fazendo as tentativas futuras mais difíceis.
As interações do jogador com o mundo do jogo e habitantes resultam em diferentes finais após a conclusão do jogo. Estes são mostrados durante os créditos finais, enfatizando como o jogador recebeu esse final particular. Acabar o jogo pode demorar entre três a oito horas.

## Sinopse

### Cenário
Os jogadores controlam um sobrevivente isolado de uma infecção que transformou a população do mundo em mutantes cambaleantes e agressivos. Com comida limitada e um estado mental cada vez mais frágil, a personagem do jogador deve ser guiada para fora de seu apartamento para vasculhar e explorar. Não há indicações de que quaisquer outros sobreviventes existem, exceto por uma nota que afirma que há outros sobreviventes no lado oposto do prédio.
Ao longo do jogo são feitas referências ao estado mental do sobrevivente. É possível ter discussões com um peluche de um gato e personagens estranhas como um homem com uma caixa na sua cabeça. Os quartos podem mudar de aparência ao serem revisitados, tornando-se difícil de interpretar o que é real para o sobrevivente e o que é uma alucinação.

### Enredo
Um homem sem nome com uma máscara cirúrgica (referida no jogo como "Tu") tem estado a viver num apartamento por um período não especificado de tempo após uma doença que transformou a maioria dos habitantes do mundo em zombies sem mente. O homem está sozinho e não tem certeza se existem outros sobreviventes. Na cena de abertura (que é um sonho) ele encontra um homem com uma caixa na sua cabeça, um homem de fato azul com ferimentos de balas e uma menina em um vestido azul.
Quando o homem acorda, encontra-se sem suprimentos, e é forçado a explorar por comida, armas e outros sobreviventes. Seguindo pistas dadas pelo seu rádio, mapas anotados, e páginas de um diário descartadas, "Tu" explora o complexo de apartamentos infestados com monstros. Ele é contatado através do rádio por um homem que se refere a si mesmo como "O Diretor", que presta ocasionalmente suprimentos. Apesar de seus encontros serem breves, o homem e O Diretor começam a formar uma amizade. Ele também encontra várias vezes a rapariga que aparece nos seus sonhos e que afirma parecer familiar. Conforme explora, uma série de eventos aparentemente paranormais, bizarras ocorrem e parece que o homem está a lutar contra sua sanidade. Depois de muitos dias passados, possivelmente, sonhando com o homem de fato azul ou o homem que usa uma caixa, e muitas noites gastas em confronto com um monstro grande e agressivo, "Tu" é capaz de deixar o apartamento em segurança, e começar a explorar a cidade.
Após um último encontro com O Diretor no seu apartamento este diz que vai abandonar a cidade. Determinado a passar por um autocarro caído, o homem reúne suprimentos para que possa abrir a porta do mesmo. Não tendo certeza do que esperar, o sobrevivente é atacado por um grande monstro com os braços na forma de foice conhecido como Mãe, o que está implícito a ser a fonte da praga. Depois de um breve confronto, o monstro foge e O Director surge mortalmente ferido. Na sua conversa final, O Diretor diz que "Tu" deve ir para o hospital para encontrar a menina de vestido azul, e dá-lhe o código de segurança da porta deste. Ao chegar lá, encontra uma prancheta com o nome dele (cujo nunca é revelado qual é) ainda que ele nunca tenha sido um paciente lá. "Tu" prossegue para o quarto indicado, onde a porta se tranca e fica preso. Não tendo mais nada a fazer o homem toma um comprimido azul ou verde (dependendo de como o jogador que o jogo progrediu) que está na mesa de cabeceira e depois vai dormir. As cenas que conduzem a um final são diferentes, dependendo das escolhas que o jogador fez durante o jogo. No entanto, a cena final sempre contém um tiro do homem e a menina no vestido azul que tem uma conversa a olhar para os horizontes da cidade.

### Finais
Final azul
No final azul, o jogador encontra o homem que tinha ferimentos de balas na abertura do jogo. O mesmo insulta e ri-se do protagonista, levando-o a atirar nele.
Final vermelho
O final vermelho é um resultado alternativo para o final anterior e é acionado se o estado mental do jogador está o mais degradado possível. Após o disparo, surgem mudanças na aparência de "Tu" para se assemelhar ao homem de fato azul, possivelmente implicando suicídio ou loucura.
Final verde
No final verde sugere-se através de flashbacks enigmáticos e breves conversas de que a mulher de azul era uma irmã, cônjuge ou namorada para "Tu" e que ela morreu em algum tipo de acidente ou doença (embora está implícito que poderia ser o resultado de uma bomba no autocarro). O jogo pelo menos dá entender que o sobrevivente sente-se culpado, o homem vive um episódio psicótico e está internado em uma clínica psiquiátrica onde "luta" contra tanto a natureza violenta de si mesmo (o homem de fato azul) e as suas imaginações que servem para puxá-lo para longe da verdade.
Final branco
Apenas disponível na versão "Director's Cut", o final branco é uma extensão do final verde e só é possível após finalizar o jogo pela segunda vez. Ao realizar vários objetivos obscuros ao longo do jogo e alcançar a maior pontuação a nível mental, o jogador pode desbloquear uma porta diferente no hospital, que desce até o porão. Lá,  "Tu" deve evitar uma versão sem pernas da menina no vestido azul, conforme ela o persegue através de corredores que se tornam cada vez algo mais orgânico. Finalmente chegando ao fim, ele acaba em um quarto de hospital, com um comprimido para ser tomado. Ao tomar a pílula e ir dormir na cama, o homem tem uma conversa sincera com uma versão saudável da mulher de azul, seguido por cenas em grande parte semelhantes aos observados no final verde, implicando que o homem tinha finalmente superado a sua sensação de culpa e podia agora seguir em frente.
Final amarelo
Apenas disponível na versão "Director's Cut", o final amarelo também está disponível depois de já ter acabado o jogo. Ao dar um item específico para o primeiro NPC que o jogador encontra, é desbloqueada uma final de "piada" onde "Tu" decide simplesmente dançar e esquecer os seus problemas em uma festa ao invés de completar as tarefas do jogo.

## Recepção
Lone Survivor recebeu críticas positivas, com a maioria dos comentadores elogiando o jogo pelo seu enredo e jogabilidade, mas alguns criticaram-no por não desenvolver no aspecto de terror psicológico. Recebeu uma pontuação de 80,62% em GameRankings e 81/100 no Metacritic.